# Mila Kunis
Mila Kunis,  Milena Markovna Kunis (ukránul Мiлена Марківна Кунiс, oroszul Милена Маркοвна Кунис) (Csernovci, Ukrán SZSZK, 1983. augusztus 14. –) ukrán származású amerikai színésznő.

## Fiatalkora és családja
Zsidó családba született Csernyivciben az Ukrán SZSZK területén. 1991-ben családja az Egyesült Államokba emigrált, és Los Angelesben telepedett le. Kunis részt vett az iskolai színjátszókörben.

## Pályafutása
Az 1990-es évek közepétől reklámokban, valamint kisebb televíziós és filmszerepekben jelent meg. A Kifutó a semmibe című, Angelina Jolie főszereplésével készült életrajzi filmben Jolie karakterének fiatalabb alakját játszotta.
1998-ban Kunis főszerepet kapott a Azok a 70-es évek show című televíziós sorozatban. A meghallgatás idején 14 éves volt. Mivel a producerek 18 évnél húzták meg az alsó korhatárt, azt állította, hogy 18 éves lesz a születésnapján. A sorozat sikert aratott, Kunis híressé vált Jackie Burkhart szerepével. A sorozat 2006-ban ért véget.
2000-től Kunis adja Meg Griffin hangját a Family Guy című animációs sorozatban.
Eközben filmekben is megjelent, ezek közül a legjelentősebbek a Kihevered, haver!, Kirsten Dunst főszereplésével, az Amerikai pszichó 2. és a Kusza kapcsolatok.
Karrierje 2008-ban új lendületet vett. A Lepattintva című komédiában Rachel Jansen szerepét játszotta. A film pozitív kritikákat kapott és több mint 105 millió dollár bevételt hozott. Ugyanebben az évben a Max Payne című videójáték filmadaptációjában megkapta Mona Sax szerepét.
2009-ben a Kivonat című vígjátékban jelent meg Jason Bateman és Ben Affleck mellett. Szerepet kapott továbbá a Éli könyve című, 2010-es filmben, Denzel Washingtonnal együtt. Darren Aronofsky Fekete hattyú című filmjében balerinát játszott Natalie Portman mellett. Szerepéért Golden Globe-díjra jelölték a legjobb női mellékszereplő kategóriájában.
2016-ban főszerepet kapott a Rossz anyák, majd 2017-ben a Rossz anyák karácsonya című filmekben mint Amy Mitchell.
Leggyakoribb magyar hangja Pikali Gerda és Bogdányi Titanilla.

## Magánélete
2002 és 2010 között együtt élt Macaulay Culkin színésszel.
2015-ben feleségül ment Ashton Kutcher színészhez. 2017-ben együtt jelentek meg Budapesten, ahol forgattak.

## Filmográfia

### Film
| Év   | Magyar cím                      | Eredeti cím                      | Szerep               | Magyar hang        |
| ---- | ------------------------------- | -------------------------------- | -------------------- | ------------------ |
| 1995 |                                 | Make a Wish, Molly               | Melinda              |                    |
| 1995 | Piranha                         | Piranha                          | Susie Grogan         | Molnár Ilona       |
| 1996 | Muszklimikulás                  | Santa With Muscles               | Sarah                |                    |
| 1997 | Drágám, most mi mentünk össze!  | Honey, We Shrunk Ourselves       | Jill                 |                    |
| 1998 | Alibi törzs                     | Krippendorf's Tribe              | Abbey Tournquist     |                    |
| 2001 | Kihevered, haver!               | Get Over It                      | Basin                | Mezei Kitty        |
| 2002 | Amerikai pszichó 2.             | American Psycho 2                | Rachael              | Simonyi Piroska    |
| 2004 |                                 | Tony n' Tina's Wedding           | Tina                 |                    |
| 2005 |                                 | Tom 51                           | Little Boy Matson    |                    |
| 2005 |                                 | Stewie Griffin: The Untold Story | Meg Griffin (hangja) |                    |
| 2007 | Kusza kapcsolatok               | After Sex                        | Nikki                |                    |
| 2007 | Szívatós szívesség              | Moving McAllister                | Michelle             | Bogdányi Titanilla |
| 2007 | Átnevelő tábor                  | Boot Camp                        | Sophie               | Csifó Dorina       |
| 2008 | Lepattintva                     | Forgetting Sarah Marshall        | Rachel Jansen        | Pikali Gerda       |
| 2008 | Max Payne – Egyszemélyes háború | Max Payne                        | Mona Sax             | Kéri Kitty         |
| 2009 | Kivonat                         | Extract                          | Cindy                | Kiss Virág         |
| 2010 | Éli könyve                      | The Book of Eli                  | Solara               | Pikali Gerda       |
| 2010 | Párterápia                      | Date Night                       | Whippit              | Pálfi Kata         |
| 2010 | Fekete hattyú                   | Black Swan                       | Lily                 | Ruttkay Laura      |
| 2011 | Barátság extrákkal              | Friends with Benefits            | Jamie Rellis         | Pikali Gerda       |
| 2012 | Ted                             | Ted                              | Lori Collins         | Pikali Gerda       |
| 2012 | C.K. Williams élete             | The Color of Time / Tar          | Catherine            | Bogdányi Titanilla |
| 2013 | Óz, a hatalmas                  | Oz the Great and Powerful        | Theodora             | Pikali Gerda       |
| 2013 | Vérkötelék                      | Blood Ties                       | Natalie              | Dudás Eszter       |
| 2013 | Harmadik fél                    | Third Person                     | Julia Weiss          | Pikali Gerda       |
| 2014 | Brooklyn legmérgesebb embere    | The Angriest Man in Brooklyn     | Sharon Gill          | Pálmai Anna        |
| 2014 | Annie                           | Annie                            | Andrea Alvin         | Andrusko Marcella  |
| 2015 | Jupiter felemelkedése           | Jupiter Ascending                | Jupiter Jones        | Pikali Gerda       |
| 2015 | Hell és Back                    | Hell & Back                      | Deema (hangja)       |                    |
| 2016 | Rossz anyák                     | Bad Moms                         | Amy Mitchell         | Pikali Gerda       |
| 2017 | Rossz anyák karácsonya          | Bad Moms Christmas               | Amy Mitchell         | Pikali Gerda       |
| 2018 | A kém, aki dobott engem         | The Spy Who Dumped Me            | Audrey               | Pikali Gerda       |
| 2019 | Csodapark                       | Wonder Park                      | Greta (hangja)       | Peller Anna        |
| 2020 | Négy jó nap                     | Four Good Days                   | Molly                | Nagy Katica        |
| 2021 |                                 | Breaking News in Yuba County     | Nancy                |                    |
| 2022 | Szerencse lánya                 | Luckiest Girl Alive              | Ani Fanelli          | Pikali Gerda       |
| 2024 | Apák gyöngye                    | Goodrich                         | Grace Goodrich       | Pikali Gerda       |
| 2025 |                                 | Wake Up Dead Man                 | Geraldine Scott      |                    |

### Televízió
| Év        | Magyar cím                | Eredeti cím                            | Szerep               | Megjegyzések |
| --------- | ------------------------- | -------------------------------------- | -------------------- | ------------ |
| 1994–1995 | Baywatch                  | Baywatch                               | Anne / Bonnie        | 2 epizód     |
| 1995      |                           | The John Larroquette Show              | Lucy                 | 1 epizód     |
| 1995      |                           | Hudson Street                          | Devon                | 1 epizód     |
| 1996      |                           | Unhappily Ever After                   | Chloe                | 1 epizód     |
| 1996–1997 |                           | Nick Freno: Licensed Teacher           | Anna-Maria Del Bono  | 5 epizód     |
| 1996–1997 | Hetedik mennyország       | 7th Heaven                             | Ashley               | 4 epizód     |
| 1997      | Walker, a texasi kopó     | Walker, Texas Ranger                   | Pepper               | 1 epizód     |
| 1998      | Kifutó a semmibe          | Gia                                    | Gia 11 évesen        | tévéfilm     |
| 1998      | Pensacola – A név kötelez | Pensacola: Wings of Gold               | Jessie Kerwood       | 1 epizód     |
| 1998–2006 | Azok a 70-es évek show    | That '70s Show                         | Jackie Burkhart      | 200 epizód   |
| 2000–     | Family Guy                | Family Guy                             | Meg Griffin (hangja) | főszereplő   |
| 2002      | Légy valódi!              | Get Real                               | Taylor Vaughn        | 2 epizód     |
| 2002      | Mad TV                    | MADtv                                  | Daisy                | 1 epizód     |
| 2004      | A Sorscsapás család       | Grounded for Life                      | Lana                 | 2 epizód     |
| 2005      | Punk’d – SztÁruló         | Punk'd                                 | önmaga               | 1 epizód     |
| 2005–2011 | Robotcsirke               | Robot Chicken                          | több szereplő hangja | 15 epizód    |
| 2009      | A Cleveland-show          | The Cleveland Show                     | Meg Griffin (hangja) | 1 epizód     |
| 2010      |                           | The Late Late Show with Craig Ferguson | Snooki               | 1 epizód     |
| 2011      | Szezám utca               | Sesame Street                          | önmaga               | 1 epizód     |
| 2011      |                           | Good Vibes                             | önmaga (hangja)      | 1 epizód     |
| 2014      | Két pasi – meg egy kicsi  | Two and a Half Men                     | Vivian               | 1 epizód     |
| 2017      |                           | The Bachelorette                       | önmaga               | 1 epizód     |
| 2020      | Félig üres                | Curb Your Enthusiasm                   | önmaga               | 1 epizód     |
| 2022      | A fiúk                    | The Boys                               | önmaga               | 1 epizód     |
| 2023      | Azok a 90-es évek show    | That 90s Show                          | Jackie Burkhart      | 1 epizód     |